# Verbo regular
Verbo regular é aquele que não sofre alteração em seu radical.
Exemplo: Conjugação do verbo regular Mandar no presente do indicativo:
- Eu mando
- Tu mandas
- Ele manda
- Nós mandamos
- Vós mandais
- Eles mandam

Como nem o radical e nem as terminações se alteram nessa conjugação, o verbo é regular. Se o radical ou as terminações fossem alteradas, o verbo seria irregular. Não só o verbo regular é aquele que não sofre alterações assim como ele não altera as conjugações.